# Tephronia destituta
Tephronia destituta là một loài bướm đêm trong họ Geometridae.